# National Car Rental
National Car Rental ist ein US-amerikanisches Mietwagenunternehmen mit Sitz in Tulsa, Oklahoma. Es wurde 1947 von 27 unabhängigen Autoverleihern gegründet. Damals gab es insgesamt 60 Vermietstationen in den USA. 
National Car Rental unterhält über 3.000 Niederlassungen mit einem Fuhrpark von ca. 350.000 Fahrzeugen in 83 Ländern. 
1998 hat National Car Rental begonnen, sein Engagement in Europa, im mittleren Osten und in Afrika zu verstärken und ist hier mittlerweile mit weit über 1.000 Stationen in über 45 Ländern vertreten.
National ist im Eigentum der Enterprise Holdings Inc., zu welcher auch Alamo Rent A Car und Enterprise Rent-A-Car gehören.
Im März 2007 übernahm Europcar von Vanguard die europäischen Aktivitäten der Marken National Car Rental und Alamo Rent A Car.